# Anglo-Scottish Cup 1975/76
De Anglo-Scottish Cup 1975/76 was de eerste editie van deze Britse voetbalcompetitie. Het was een opvolger van de Texaco Cup, die werd opgeheven nadat hoofdsponsor Texaco was gestopt met de sponsoring van dat toernooi. Het toernooi werd afgesloten met een Engelse finale waarin Middlesbrough over twee wedstrijden van Fulham won. De winnaar van de laatste Texaco Cup, Newcastle United (de facto de titelhouder), werd al in de groepsfase uitgeschakeld.

## Deelnemers
Aan de eerste editie van de Anglo-Scottish Cup deden 24 clubs mee die zich niet hadden gekwalificeerd voor Europees voetbal. Dit was een wijziging ten opzichte van de laatste Texaco Cup, toen er slechts twintig deelnemers waren. Het aantal Engelse deelnemers bleef gelijk op zestien, maar het aantal Schotse deelnemers werd verdubbeld naar acht. Net als in de laatste Texaco Cup speelden de Engelse deelnemers een groepsfase waarvan de winnaars zich plaatsten voor de kwartfinales. De Schotse clubs speelden een onderlinge voorronde, waarvan de vier winnaars ook doorgingen naar de kwartfinales.
Aangezien het de eerste editie was van de Anglo-Scottish Cup waren alle deelnemers debutanten. Zeven ploegen hadden in de voorgaande jaren nooit meegedaan aan de Texaco Cup: Blackburn Rovers FC, Bristol City FC, Chelsea FC, Fulham FC, Hull City AFC en Mansfield Town FC uit Engeland en Queen of the South FC uit Schotland. Heart of Midlothian FC - de enige ploeg die aan alle edities van de Texaco Cup had meegedaan - stond ook op de deelnemerslijst.
Van de acht ploegen die niet terugkeerden na de laatste editie van de Texaco Cup hadden er twee zich geplaatst voor Europees voetbal dit seizoen. Vier ploegen waren te laag geëindigd in de nationale competitie om mee te mogen doen en de overige twee ploegen hadden geen interesse in deelname.
| Land                         | Deelnemer               | Kwalificatie                  |
| ---------------------------- | ----------------------- | ----------------------------- |
| Engeland (FA) 16 deelnemers  | Sheffield United FC     | Nummer 5                      |
| Engeland (FA) 16 deelnemers  | Middlesbrough FC        | Nummer 7                      |
| Engeland (FA) 16 deelnemers  | Manchester City FC      | Nummer 8                      |
| Engeland (FA) 16 deelnemers  | Newcastle United FC     | Nummer 15                     |
| Engeland (FA) 16 deelnemers  | Leicester City FC       | Nummer 18                     |
| Engeland (FA) 16 deelnemers  | Chelsea FC              | Nummer 22 (2D)                |
| Engeland (FA) 16 deelnemers  | Carlisle United FC      | Nummer 22 (2D)                |
| Engeland (FA) 16 deelnemers  | Norwich City FC         | Nummer 3 Second Division      |
| Engeland (FA) 16 deelnemers  | Sunderland AFC          | Nummer 4 Second Division (2D) |
| Engeland (FA) 16 deelnemers  | Bristol City FC         | Nummer 5 Second Division (2D) |
| Engeland (FA) 16 deelnemers  | West Bromwich Albion FC | Nummer 6 Second Division (2D) |
| Engeland (FA) 16 deelnemers  | Blackpool FC            | Nummer 7 Second Division (2D) |
| Engeland (FA) 16 deelnemers  | Hull City AFC           | Nummer 8 Second Division (2D) |
| Engeland (FA) 16 deelnemers  | Fulham FC               | Nummer 9 Second Division (2D) |
| Engeland (FA) 16 deelnemers  | Blackburn Rovers FC     | Kampioen Third Division (2D)  |
| Engeland (FA) 16 deelnemers  | Mansfield Town FC       | Kampioen Fourth Division (3D) |
| Schotland (SFA) 8 deelnemers | Aberdeen FC             | Nummer 5                      |
| Schotland (SFA) 8 deelnemers | Dundee FC               | Nummer 6                      |
| Schotland (SFA) 8 deelnemers | Ayr United FC           | Nummer 7                      |
| Schotland (SFA) 8 deelnemers | Heart of Midlothian FC  | Nummer 8                      |
| Schotland (SFA) 8 deelnemers | St. Johnstone FC        | Nummer 9                      |
| Schotland (SFA) 8 deelnemers | Motherwell FC           | Nummer 10                     |
| Schotland (SFA) 8 deelnemers | Falkirk FC              | Kampioen Division Two         |
| Schotland (SFA) 8 deelnemers | Queen of the South FC   | Nummer 2 Division Two         |

## Toernooi-opzet
De zestien Engelse clubs begonnen het toernooi met een groepsfase. De ploegen werden op regionale basis verdeeld in vier groepen van vier clubs en speelden daarin een halve competitie. Een ploeg kreeg 2 punten voor een zege, 1 punt voor een gelijkspel en 0 punten voor een nederlaag. Verder werd er 1 bonuspunt uitgereikt aan een ploeg als zij minimaal drie keer scoorden in een wedstrijd. De groepswinnaar ging door naar de knock-outfase; bij gelijke stand werd gekeken naar het doelsaldo.
De acht Schotse clubs speelden eerst een duel met een tegenstander uit eigen land, bestaande uit een thuis- en een uitduel. De winnaars van die ontmoetingen plaatsten zich voor de volgende ronde.
De vier Engelse groepswinnaars en de vier resterende Schotse deelnemers speelden vervolgens een knock-outtoernooi. In de kwartfinales trof elke Engelse ploeg een Schotse tegenstander. Elke ronde (ook de finale) bestond uit een thuis- en een uitduel. Het team dat de meeste doelpunten maakte plaatste zich voor de volgende ronde. Bij een gelijke stand werd er verlengd en, indien nodig, strafschoppen genomen.

### Groepsfase
De groepsfase vond plaats tussen 2 en 9 augustus 1975. De groepswinnaars plaatsten zich voor de kwartfinale.

#### Groep A
De ploegen in Groep A waren afkomstig uit noorden van Engeland (Noord-Oost-Engeland en Cumbria). Middlesbrough en Newcastle United speelden in de First Division, Carlisle United en Sunderland in de Second Divsion. De vier ploegen in deze groep namen vorig seizoen ook allemaal deel aan de Texaco Cup en zaten toen ook bij elkaar in dezelfde groep.
| Datum      | Team             | Score | Team             |
| ---------- | ---------------- | ----- | ---------------- |
| 2 augustus | Carlisle United  | 2 - 0 | Newcastle United |
| 2 augustus | Middlesbrough    | 3 - 2 | Sunderland       |
| 5 augustus | Middlesbrough    | 4 - 1 | Carlisle United  |
| 6 augustus | Newcastle United | 0 - 2 | Sunderland       |
| 9 augustus | Newcastle United | 2 - 2 | Middlesbrough    |
| 9 augustus | Sunderland       | 0 - 1 | Carlisle United  |

| Nr. | Club                | Wedstrijden | Wedstrijden | Wedstrijden | Wedstrijden | Doelpunten | Doelpunten | Doelpunten | BP | Punten |
| --- | ------------------- | ----------- | ----------- | ----------- | ----------- | ---------- | ---------- | ---------- | -- | ------ |
| Nr. | Club                | G           | W           | G           | V           | V          | T          | Saldo      | BP | Punten |
| 1   | Middlesbrough FC    | 3           | 2           | 1           | 0           | 9          | 5          | +4         | 2  | 7      |
| 2   | Carlisle United FC  | 3           | 2           | 0           | 1           | 4          | 4          | 0          |    | 4      |
| 3   | Sunderland AFC      | 3           | 1           | 0           | 2           | 4          | 4          | 0          |    | 2      |
| 4   | Newcastle United FC | 3           | 0           | 1           | 2           | 2          | 6          | −4         |    | 1      |

#### Groep B
De ploegen in Groep B waren afkomstig uit de Midlands en Humberside. Leicester City was de enige ploeg die in de First Division speelde. Mansfield Town was vorig seizoen gepromoveerd naar de Third Division, de andere twee ploegen kwamen uit in de Second Division. Maar juist het laagstgeplaatste Mansfield Town wist ongeslagen de groep te winnen en zo door te stoten naar de kwartfinale.
| Datum      | Team                 | Score | Team                 |
| ---------- | -------------------- | ----- | -------------------- |
| 2 augustus | Hull City            | 1 - 0 | Leicester City       |
| 2 augustus | West Bromwich Albion | 1 - 1 | Mansfield Town       |
| 6 augustus | Hull City            | 1 - 2 | West Bromwich Albion |
| 6 augustus | Mansfield Town       | 2 - 0 | Leicester City       |
| 9 augustus | Leicester City       | 2 - 1 | West Bromwich Albion |
| 9 augustus | Mansfield Town       | 2 - 1 | Hull City            |

| Nr. | Club                    | Wedstrijden | Wedstrijden | Wedstrijden | Wedstrijden | Doelpunten | Doelpunten | Doelpunten | BP | Punten |
| --- | ----------------------- | ----------- | ----------- | ----------- | ----------- | ---------- | ---------- | ---------- | -- | ------ |
| Nr. | Club                    | G           | W           | G           | V           | V          | T          | Saldo      | BP | Punten |
| 1   | Mansfield Town FC       | 3           | 2           | 1           | 0           | 5          | 2          | +3         |    | 5      |
| 2   | West Bromwich Albion FC | 3           | 1           | 1           | 1           | 4          | 4          | 0          |    | 3      |
| 3   | Leicester City FC       | 3           | 1           | 1           | 1           | 3          | 4          | −1         |    | 3      |
| 4   | Hull City AFC           | 3           | 0           | 1           | 2           | 3          | 5          | −2         |    | 1      |

#### Groep C
De ploegen in Groep C waren afkomstig uit het historische graafschap Lancashire en het zuiden van Yorkshire. Sheffield United en Manchester City speelden in de First Divsion, terwijl Blackpool en Blackburn Rovers in de Second Division uitkwamen. Blackpool, Manchester City en Sheffield United namen vorig seizoen ook deel aan de Texaco Cup en zaten toen ook bij elkaar in dezelfde groep. Net als een seizoen eerder moesten ze de groepswinst aan de vierde ploeg in de groep laten; toen was dat Oldham Athletic AFC, dit jaar won Blackburn Rovers de groep.
| Datum      | Team             | Score | Team             |
| ---------- | ---------------- | ----- | ---------------- |
| 2 augustus | Blackpool        | 1 - 0 | Manchester City  |
| 2 augustus | Sheffield United | 3 - 1 | Blackburn Rovers |
| 6 augustus | Blackburn Rovers | 1 - 0 | Manchester City  |
| 6 augustus | Blackpool        | 1 - 1 | Sheffield United |
| 9 augustus | Blackburn Rovers | 3 - 2 | Blackpool        |
| 9 augustus | Manchester City  | 3 - 1 | Sheffield United |

| Nr. | Club                | Wedstrijden | Wedstrijden | Wedstrijden | Wedstrijden | Doelpunten | Doelpunten | Doelpunten | BP | Punten |
| --- | ------------------- | ----------- | ----------- | ----------- | ----------- | ---------- | ---------- | ---------- | -- | ------ |
| Nr. | Club                | G           | W           | G           | V           | V          | T          | Saldo      | BP | Punten |
| 1   | Blackburn Rovers FC | 3           | 2           | 0           | 1           | 5          | 5          | 0          | 1  | 5      |
| 2   | Sheffield United FC | 3           | 1           | 1           | 1           | 5          | 5          | 0          | 1  | 4      |
| 3   | Blackpool FC        | 3           | 1           | 1           | 1           | 4          | 4          | 0          |    | 3      |
| 3   | Manchester City FC  | 3           | 1           | 0           | 2           | 3          | 3          | 0          | 1  | 3      |

#### Groep D
De ploegen in Groep D waren afkomstig uit het zuiden van Engeland. Norwich City was gepromoveerd naar de First Divsion, terwijl de overige ploegen dit seizoen in de Second Division zouden aantreden.
| Datum      | Team         | Score | Team         |
| ---------- | ------------ | ----- | ------------ |
| 2 augustus | Chelsea      | 1 - 0 | Bristol City |
| 2 augustus | Norwich City | 1 - 2 | Fulham       |
| 5 augustus | Fulham       | 2 - 2 | Bristol City |
| 6 augustus | Chelsea      | 1 - 1 | Norwich City |
| 9 augustus | Bristol City | 4 - 1 | Norwich City |
| 9 augustus | Fulham       | 1 - 0 | Chelsea      |

| Nr. | Club            | Wedstrijden | Wedstrijden | Wedstrijden | Wedstrijden | Doelpunten | Doelpunten | Doelpunten | BP | Punten |
| --- | --------------- | ----------- | ----------- | ----------- | ----------- | ---------- | ---------- | ---------- | -- | ------ |
| Nr. | Club            | G           | W           | G           | V           | V          | T          | Saldo      | BP | Punten |
| 1   | Fulham FC       | 3           | 2           | 1           | 0           | 5          | 3          | +2         |    | 5      |
| 2   | Bristol City FC | 3           | 1           | 1           | 1           | 6          | 4          | +2         | 1  | 4      |
| 3   | Chelsea FC      | 3           | 1           | 1           | 1           | 2          | 2          | 0          |    | 3      |
| 4   | Norwich City FC | 3           | 0           | 1           | 2           | 3          | 7          | −4         |    | 1      |

### Knock-outfase
|  | Voorronde           | Voorronde           | Voorronde | Voorronde |   |            | Kwartfinale | Kwartfinale | Kwartfinale | Kwartfinale |  |               | Halve finale  | Halve finale | Halve finale | Halve finale |  |  | Finale | Finale | Finale | Finale |
|  |                     |                     |           |           |   |            |             |             |             |             |  |               |               |              |              |              |  |  |        |        |        |        |
|  | Middlesbrough       |                     |           | A         |   |            |             |             |             |             |  |               |               |              |              |              |  |  |        |        |        |        |
|  | Winnaar Groep A     |                     |           |           |   |            |             |             |             |             |  |               |               |              |              |              |  |  |        |        |        |        |
|  |                     | Middlesbrough       | 2         | 5         | 7 |            |             |             |             |             |  |               |               |              |              |              |  |  |        |        |        |        |
|  |                     |                     |           |           | 7 |            |             |             |             |             |  |               |               |              |              |              |  |  |        |        |        |        |
|  |                     | Aberdeen            | 0         | 2         | 2 |            |             |             |             |             |  |               |               |              |              |              |  |  |        |        |        |        |
|  | Aberdeen            | Aberdeen            | 0         | 2         | 2 | 0          | 2           | 2           |             |             |  |               |               |              |              |              |  |  |        |        |        |        |
|  | Aberdeen            |                     |           |           |   | 0          | 2           | 2           |             |             |  |               |               |              |              |              |  |  |        |        |        |        |
|  | St. Johnstone       | 0                   | 0         | 0         |   |            |             |             |             |             |  |               |               |              |              |              |  |  |        |        |        |        |
|  | St. Johnstone       | 0                   | 0         | 0         |   |            |             |             |             |             |  | Middlesbrough | 3             | 2            | 5            |              |  |  |        |        |        |        |
|  |                     |                     |           |           |   |            |             |             |             |             |  | Middlesbrough | 3             | 2            | 5            |              |  |  |        |        |        |        |
|  |                     | Mansfield Town      | 0         | 0         | 0 |            |             |             |             |             |  |               |               |              |              |              |  |  |        |        |        |        |
|  | Ayr United          | Mansfield Town      | 0         | 0         | 0 | 1          | 2           | 3           |             |             |  |               |               |              |              |              |  |  |        |        |        |        |
|  | Ayr United          |                     |           |           |   | 1          | 2           | 3           |             |             |  |               |               |              |              |              |  |  |        |        |        |        |
|  | Falkirk             | 0                   | 2         | 2         |   |            |             |             |             |             |  |               |               |              |              |              |  |  |        |        |        |        |
|  | Falkirk             | 0                   | 2         | 2         |   | Ayr United | 0           | 0           | 0           |             |  |               |               |              |              |              |  |  |        |        |        |        |
|  |                     |                     |           |           |   | Ayr United | 0           | 0           | 0           |             |  |               |               |              |              |              |  |  |        |        |        |        |
|  |                     | Mansfield Town      | 0         | 2         | 2 |            |             |             |             |             |  |               |               |              |              |              |  |  |        |        |        |        |
|  | Mansfield Town      | Mansfield Town      | 0         | 2         | 2 |            |             | B           |             |             |  |               |               |              |              |              |  |  |        |        |        |        |
|  | Mansfield Town      |                     |           |           |   |            |             | B           |             |             |  |               |               |              |              |              |  |  |        |        |        |        |
|  | Winnaar Groep B     |                     |           |           |   |            |             |             |             |             |  |               |               |              |              |              |  |  |        |        |        |        |
|  |                     |                     |           |           |   |            |             |             |             |             |  |               | Middlesbrough | 1            | 0            | 1            |  |  |        |        |        |        |
|  |                     |                     |           |           |   |            |             |             |             |             |  |               |               |              |              |              |  |  |        |        |        |        |
|  |                     | Fulham              | 0         | 0         | 0 |            |             |             |             |             |  |               |               |              |              |              |  |  |        |        |        |        |
|  | Fulham              | Fulham              | 0         | 0         | 0 |            |             | D           |             |             |  |               |               |              |              |              |  |  |        |        |        |        |
|  | Fulham              |                     |           |           |   |            |             | D           |             |             |  |               |               |              |              |              |  |  |        |        |        |        |
|  | Winnaar Groep D     |                     |           |           |   |            |             |             |             |             |  |               |               |              |              |              |  |  |        |        |        |        |
|  |                     | Fulham              | 3         | 2         | 5 |            |             |             |             |             |  |               |               |              |              |              |  |  |        |        |        |        |
|  |                     |                     |           |           | 5 |            |             |             |             |             |  |               |               |              |              |              |  |  |        |        |        |        |
|  |                     | Heart of Midlothian | 2         | 2         | 4 |            |             |             |             |             |  |               |               |              |              |              |  |  |        |        |        |        |
|  | Queen of the South  | Heart of Midlothian | 2         | 2         | 4 | 2          | 1           | 3           |             |             |  |               |               |              |              |              |  |  |        |        |        |        |
|  | Queen of the South  |                     |           |           |   | 2          | 1           | 3           |             |             |  |               |               |              |              |              |  |  |        |        |        |        |
|  | Heart of Midlothian | 3                   | 3         | 6         |   |            |             |             |             |             |  |               |               |              |              |              |  |  |        |        |        |        |
|  | Heart of Midlothian | 3                   | 3         | 6         |   |            |             |             |             |             |  | Fulham        | 1             | 3            | 4            |              |  |  |        |        |        |        |
|  |                     |                     |           |           |   |            |             |             |             |             |  | Fulham        | 1             | 3            | 4            |              |  |  |        |        |        |        |
|  |                     | Motherwell          | 1         | 2         | 3 |            |             |             |             |             |  |               |               |              |              |              |  |  |        |        |        |        |
|  | Blackburn Rovers    | Motherwell          | 1         | 2         | 3 |            |             | C           |             |             |  |               |               |              |              |              |  |  |        |        |        |        |
|  | Blackburn Rovers    |                     |           |           |   |            |             | C           |             |             |  |               |               |              |              |              |  |  |        |        |        |        |
|  | Winnaar Groep C     |                     |           |           |   |            |             |             |             |             |  |               |               |              |              |              |  |  |        |        |        |        |
|  |                     | Blackburn Rovers    | 0         | 1         | 1 |            |             |             |             |             |  |               |               |              |              |              |  |  |        |        |        |        |
|  |                     |                     |           |           | 1 |            |             |             |             |             |  |               |               |              |              |              |  |  |        |        |        |        |
|  |                     | Motherwell          | 0         | 2         | 2 |            |             |             |             |             |  |               |               |              |              |              |  |  |        |        |        |        |
|  | Motherwell          | Motherwell          | 0         | 2         | 2 | 1          | 1           | 2           |             |             |  |               |               |              |              |              |  |  |        |        |        |        |
|  | Motherwell          |                     |           |           |   | 1          | 1           | 2           |             |             |  |               |               |              |              |              |  |  |        |        |        |        |
|  | Dundee              | 1                   | 0         | 1         |   |            |             |             |             |             |  |               |               |              |              |              |  |  |        |        |        |        |

### Schotse voorronde
De acht Schotse deelnemers troffen elkaar om te bepalen welke vier ploegen zich bij de Engelse groepswinnaars mochten voegen in de kwartfinales. De wedstrijden werden gespeeld op 30 juli en 2 en 4 augustus (heen) en op 6 augustus en 3 september (terug).
| Team 1                | Tot.  | Team 2                 | 1e wedstr. | 2e wedstr. |
| --------------------- | ----- | ---------------------- | ---------- | ---------- |
| Aberdeen FC           | 2 - 0 | St. Johnstone FC       | 0 - 0      | 2 - 0      |
| Ayr United FC         | 3 - 2 | Falkirk FC             | 1 - 0      | 2 - 2      |
| Motherwell FC         | 2 - 1 | Dundee FC              | 1 - 1      | 1 - 0      |
| Queen of the South FC | 3 - 6 | Heart of Midlothian FC | 2 - 3      | 1 - 3      |

### Kwartfinales
De kwartfinales werden gespeeld op 15−17 september (heen) en op 29 september−1 oktober (terug).
| Team 1              | Tot.  | Team 2                 | 1e wedstr. | 2e wedstr. |
| ------------------- | ----- | ---------------------- | ---------- | ---------- |
| Ayr United FC       | 0 - 2 | Mansfield Town FC      | 0 - 0      | 0 - 2      |
| Fulham FC           | 5 - 4 | Heart of Midlothian FC | 3 - 2      | 2 - 2      |
| Middlesbrough FC    | 7 - 2 | Aberdeen FC            | 2 - 0      | 5 - 2      |
| Blackburn Rovers FC | 1 - 2 | Motherwell FC          | 0 - 0      | 1 - 2      |

### Halve finales
De halve finales werden gespeeld op 21 oktober (heen) en op 3 en 4 november (terug).
| Team 1           | Tot.  | Team 2            | 1e wedstr. | 2e wedstr. |
| ---------------- | ----- | ----------------- | ---------- | ---------- |
| Middlesbrough FC | 5 - 0 | Mansfield Town FC | 3 - 0      | 2 - 0      |
| Fulham FC        | 4 - 3 | Motherwell FC     | 1 - 1      | 3 - 2      |

### Finale
|                  |                  |       |           |                                                   |
| 26 november 1975 | Middlesbrough FC | 1 - 0 | Fulham FC | Ayresome Park, Middlesbrough Toeschouwers: 15.000 |
| 26 november 1975 | Armstrong 55'    |       |           | Ayresome Park, Middlesbrough Toeschouwers: 15.000 |

|                 |           |       |                  |                                                      |
| 9 december 1975 | Fulham FC | 0 - 0 | Middlesbrough FC | Craven Cottage, Londen (Fulham) Toeschouwers: 13.723 |
| 9 december 1975 |           |       |                  | Craven Cottage, Londen (Fulham) Toeschouwers: 13.723 |

 Middlesbrough FC wint met 1–0 over twee wedstrijden.

| Winnaar Anglo-Scottish Cup 1975/76 |
| ---------------------------------- |
| Middlesbrough FC 1e titel          |

## Trivia
- Dit was het eerste internationale toernooi dat Middlesbrough won. Ruim vier jaar later zouden ze ook de vriendschappelijke Kirin Cup aan hun bekercollectie mogen toevoegen.
- Fulham bereikte de finale als tweedeklasser. Hiermee kwamen zij het verst van alle ploegen die niet op het hoogste niveau speelden.

Texaco Cup:
1970/71 ·
1971/72 ·
1972/73 ·
1973/74 ·
1974/75

Anglo-Scottish Cup:
1975/76 ·
1976/77 ·
1977/78 ·
1978/79 ·
1979/80 ·
1980/81